# عبد الرحمن الحوتان
عبد الرحمن بن سعد الحوتان شاعر سعودي مولود في الرياض, له العديد من القصائد المغناة بأصوات عربية وخليجية وقد كانت أغنية عندي كلام للفنانه ميادة الحناوي هي ختام مسك ألحان الموسيقار الرائع بليغ حمدي.

## أعماله
- على كفي غناء سميرة سعيد
- عندي كلام الحان بليغ حمدي غناء مياده الحناوي * سامحتك جروحي غناء أنغام
- للندم غناء خالد عبد الرحمن
- دخيل الحب الحان ناصر الصالح غناء نوال الكويتية
- من سألني الحان صالح الشهري غناء عبد المجيد عبد الله
- المرة الأخيرة الحان صالح الشهري غناء عبد المجيد عبد الله
- مامرني طبعك الحان وغناء عاصي الحلاني
- على الخاطر الحان عبد اللطيف عبد الله غناء راشد الفارس
- العذر والسموحه الحان عبد اللطيف عبد الله غناء علي بن محمد
- غرور الحان وغناء رابح صقر
- كلن يلين الحان عبد اللطيف عبد الله غناء جواد العلي
- أول الناس الحان ناصر الصالح غناء ذكرى
- أول الناس الحان ناصر الصالح غناء ماجد المهندس 2009
- كذا وأكثر الحان ياسر بو علي غناء راشد الفارس 2009
- على الخاطر ديوان شعري مسموع ضم عددا كبير من قصائده المغناة إضافة لقصائد لم تغن بعد، كما اشتمل الديوان الصوتي على مقاطع لأغاني من كلمات الحوتان تغنى بهانخبة من الفنانين مثل:- ميادة الحناوي وراشد الفارس وأنغام وجواد العلي.
- امام المسلمين - قلي ذا وش تسميه - اغنية الكويت غناء راشد الفارس
- الله عليكم يصبرني الحان صالح الشهري غناء سارة
- الحب والفرقى الحان عبد العزيز المنصور غناء عبد العزيز المنصور
- ويل من ضيع حبيبه الحان و غناء احمد الهرمي
- قلبي دلني الحان سمير سعيد غناء ماجد المهندس